# Теребна (село)
Теребна (рум. Terebna) — село в Єдинецькому районі Молдови. Утворює окрему комуну. Більшу частину населення становлять молдовани та українці.